# Salamina
Salamis (oldgræsk: Σαλαμίς)  på moderne græsk Salamina (græsk: Σαλαμίνα), er den største græske ø i Saroniske Bugt, omkring 2 km  ud for kysten fra Piræus og ca. 16 km vest for det centrale Athen. Hovedbyen, Salamina, ligger i den vestvendte kerne af halvmånen omkring Salamis-bugten, som munder ud i den Saroniske Bugt. På den østlige side af øen er dens vigtigste havn, Paloukia, den arealmæssigt næststørste havn i Grækenland efter havnen i Piræus .

## Historie
Salamis blev sandsynligvis først koloniseret af Aegina og senere besat af Megara, men blev en athensk besiddelse på Solons eller Peisistratos tid efter krigen mellem Athen og Megara omkring 600 f.Kr.  Ifølge Strabo lå den gamle hovedstad på den sydlige del af øen; i klassisk tid var det mod øst, på Kamatero-halvøen med udsigt over Salamis-strædet; i moderne tid er det mod vest.
Ifølge Homer 's Iliaden deltog Salamis i den trojanske krig med tolv skibe under ledelse af Ajax (Aias) 
Salamis-øen er kendt for slaget ved Salamis, den afgørende søsejr for den allierede græske flåde, ledet af Themistokles, over det persiske imperium i 480 f.Kr. Det siges at være fødestedet for Ajax og Euripides, sidstnævntes fødsel er populært placeret på slagets dag. I moderne tid er det hjemsted for Salamis flådebase, hovedkvarter for den Grækenlands flåde.

Den Salamiske tavle (en), en marmortavle, der regnes for det ældst kendte regnebræt blev fundet på øen i 1899.  Det menes at være blevet brugt af babylonierne omkring 300 f.Kr. og er mere et spillebræt end et regneapparat. Det er lavet af marmor, omkring 150 x 75 x 4 cm og har udskårne græske symboler og parallelle riller.
Under den tyske invasion af Grækenland i Anden Verdenskrig blev havnen bombet af Luftwaffe den 23. april 1941, hvorved de græske slagskibe Kilkis og Lemnos blev sænket.
I 1960'erne og 1970'erne, under militærjuntaperioden, tillod ændringer i jordlovgivningen udstykning af jordlodder. Dette åbnede øen for massiv uplanlagt og ureguleret by- og forstadsudvikling, herunder mange weekendboliger, især langs de nordlige og østlige kyster. Manglen på tilsvarende investeringer i infrastruktur, kombineret med tung industri, har ført til hav- og strandforurening på denne side af øen. Der er dog igangværende initiativer såsom hjælp fra Den Europæiske Unions strukturfonde til forbedring af kloakering inden 2008.
Et olieudslip fandt sted ud for Salaminas kyst i september 2017. 

## Geografi
Salamina har et areal på 93 km2; dets højeste punkt er Mavrovouni der er 404 moh. En betydelig del af Salamina er stenet og bjergrigt. På den sydlige del af øen ligger en fyrreskov, hvilket er usædvanligt for det vestlige Attika. Desværre er denne skov ofte udsat for brande. Mens indbyggerne hovedsageligt er beskæftiget inden for landbrugssektoren, arbejder størstedelen af Salaminas indbyggere i maritime erhverv (fiskeri, færger og øens skibsværfter) eller pendler til arbejde i Athen. Den maritime industri er koncentreret på den nordøstlige kyst af øen ved havnen i Paloukia ( Παλούκια ), hvor færger til det græske fastland har udgangspunkt, og i værfterne i Ampelakia og den nordlige side af Kynosoura-halvøen.

## Galleri
- Kaki Vigla strand
- Kaki Vigla strand
- Kaki Vigla-bugten
- Det historiske kloster Faneromeni
- Nicolas Lemonia kloster 1600-tallet e.Kr., på vejen mellem landsbyerne Aianteio og Kanakia
- Kanakia strand